# 柳州八贤
柳州八贤为明代柳州著名文人代表。包括戴钦、张翀、佘勉学、佘立、徐养正、孙克恕、龙文光和周琦。

## 各述
- 戴钦（1493-1524）：官至刑部郎中，著有《鹿原集》、《玉溪存稿》。劝谏后于午门前受廷杖致死。其墓位于柳州鱼峰山公园鱼峰山麓。
- 张翀（1502-1568）：其与严篙斗争的事迹写进传奇戏曲《鸣凤记》中。著有《鹤楼集》、《浑然子》。龙潭公园内有他的石刻题诗。张翀墓建于明万历九年（1581年），是柳州历史上形制等级最高的墓葬之一。其墓在柳州柳东乡油榨村。
- 龙文光：贵州督学后任四川巡抚，因上疏免除一笔兵饷，柳州北门十字街有为他建立的为民请命牌坊。
- 周琦：字廷玺，成化年间进士。南京任户部员外时，针砭时弊。著作有《东溪日谈》、《儒正篇》。
- 孙克恕：曾在广东任知府。
- 徐养正：字吉夫。嘉靖进士。官至工部尚书。揭发严嵩党羽受廷杖、贬官。任云南学政期间以讲学闻名。南京任职期间，因不愿与严世蕃合污，告假回乡。
- 佘勉学（生卒年不详）：父，佘崇凤。嘉靖进士。遭严世蕃诬陷辞官回家。朝廷为了表彰他的清廉，在柳州（今柳新街西）为他建廉宪牌坊。柳州市社湾村发现了其父佘崇凤墓，同一地点附件发现了佘勉学夫人罗氏墓，占地5亩以上，出土有墓志铭。[2]
- 佘立（1537年生，卒于明万历年间），佘勉学次子。佘立以监军身分参加过平定壬辰倭乱，获朝廷嘉奖。兵部侍郎佘立墓为柳州市级文物保护单位。